# Jody Williams
Jody Williams, ameriška politična aktivistka, nobelovka in mirovnica, * 9. oktober 1950, Rutland, ZDA. 
Williamsova je po svetu najbolj poznana po zavzemanju za človekove pravice, zaradi njenih aktivnosti pri prepovedi nadaljnje uporabe protipehotnih min, zavzemanja za ščitenje pravic žensk in  za spodbujanje razumevanje varnosti v današnjem svetu. Bila je nagrajena z Nobelovo nagrado za mir leta 1997 za svoje delo pri prepovedi in odstranjevanju protipehotnih min.

## Izobraževanje
Williams je pridobila magisterij iz mednarodnih odnosov na fakulteti Paula H. Nitzeja za zahtevnejše mednarodne študije (del Univerze Johnsa Hopkinsa) v Washingtonu, D.C. (1984), opravila pa je tudi magisterij iz poučevanja španščine in angleščine kot drugega jezika v Šoli za mednarodno usposabljanje (sedaj SIT Graduate Institute) v Brattleboro, Vermont (1976), tudi diplomirala je na Univerzi Vermonta (1972). Od leta 2007 je Williamsova redni profesor na Podiplomski fakulteti za socialno delo na Univerzi v Houstonu. Pred tem je bila zaslužna gostujoča profesorica od leta 2003.

## Zagovorništvo
Daleč najbolj prepoznavna je kot ustanovni koordinator mednarodne kampanje za prepoved protipehotnih min (ICBL) od začetka leta 1992 do februarja 1998. Pred tem je preživela enajst let na različnih projektih povezanih z vojnah v Nikaragvi in Salvadorju.
Zavzeto in obsežno usklajevanje vplivov in uglednih nevladnih organizacij, kjer izstopa tudi Mednarodni odbor Rdečega križa, pa tudi preko tisoč drugih nevladnih organizacij, ki so sicer lahko bile povsem lokalne, je omogočilo sicer posameznici, da doseže veliko odmevnost in enotno sporočilo glede tedaj izjemno prodorne tematike. Doseganje visoke odmevnosti in zgledno sodelovanje z velikimi organizacijami z mednarodnim vplivom so pomenile velike uspehe za ICBL, kjer so bili kampanjo razširili aktivno v 90 državah.
Septembra 1997 ICBL in Williamsova doseže sklenitev mednarodne pogodbe o prepovedi protipehotnih min, ki je bila sklenjena med mednarodno konferenco v OSLU. Tri tedne kasneje je prejela za svoj dosežek Nobelovo nagrado za mir. 
V intervjuju z revijo Resnični voditelji (True Leaders) v letu 2015 je Williamsova navedena z izjavo "Slike miru z golobico, ki leti čez mavrico, in ljudi, ki se držijo za roke in pojejo pesmi, so pootročile prebivalstvo. Če menite, da je petje in mavrica vse, kar potrebuješ za svetovni mir, potem niste sposobni pomenljivo razmišljati in razumevati težav po svetu."

## Delo in pomen
Profesor Williamsova je vidno prepoznavna za svoje prispevke na področju človekovih pravic in globalne varnosti. Kot akademik je prejela petnajst častni diplom, pa tudi mnogo drugih priznanj.
Je predstavnica ženskih nobelovih nagrajenk, kjer uporabljajo svojo iniciativo za mednarodno prepoznavnost. Williamsova je plodna pisateljica in avtorica, ki še vedno objavlja mnogo člankov za revije in časopise v ZDA, Commonwealth in Mehiko. Problematika protipehotnih min ni vedno enako odmevna, a občasno je deležna za svoje delo pomembno pozornost. Izdala je tudi spomine na svoje življenje in različne članke in eseje, ki zagovarjajo pomen človekovih pravic pa tudi pravic žensk.